# Золотушка
Золоту́шка (рос. Золотушка) — селище у складі Краснощоковського району Алтайського краю, Росія. Входить до складу Мараліхинської сільської ради.

## Населення
Населення — 116 осіб (2010; 137 у 2002).
Національний склад (станом на 2002 рік):
- росіяни — 97 %